# Ileana Sonnabend
Ileana Sonnabend, nata Ileana Schapira (Bucarest, 25 ottobre 1914 – New York, 21 ottobre 2007), è stata una gallerista e mercante d'arte rumena naturalizzata statunitense, tra le più celebri protagoniste dell'arte del XX secolo.
La Galleria Sonnabend aperta a Parigi nel 1962 è stata determinante nella diffusione e sponsorizzazione in Europa dell'arte americana del periodo, con particolare attenzione dedicata alla corrente Pop Art. Nel 1970, Ileana Sonnabend aprì una filiale della galleria a New York, in Madison Avenue e nel 1971 si trasferì nella Grande Mela, al 420 di West Broadway, dove divenne una delle protagoniste che resero SoHo il centro d'arte internazionale. Vi risiedette fino ai primi anni novanta. La galleria di New York ha notevolmente implementato la conoscenza e la contaminazione delle correnti tra l'arte europea e americana dei settanta, questa volta basata sull'arte concettuale e arte povera. Inoltre ha notificato l'arte concettuale e minimale americana. Nel 1986, il cosiddetto spettacolo "Neo-Geo" ha reso celebre l'artista Jeff Koons. Alla fine degli anni novanta, la galleria viene trasferita a Chelsea, continuando la sua attività anche dopo la morte di Ileana Sonnabend.